# Cyril Marzolo
Cyril Marzolo, francoski šahovski mednarodni mojster, * 1978.
Marzolo je bil eden izmed treh šahistov, katere je Francoska šahovska federacija suspendirala zaradi goljufanja na 39. šahovski olimpijadi. Medtem ko je Sébastien Feller igral, je njegovo igro po internetu spremljal Marzolo, ki je preko SMSov sporočil naslednje poteze. Sporočilo je prejel Arnaud Hauchard, kapetan reprezentance in ga posredoval naprej Fellerju. Marzolo je prejel petletni suspenz igranja.